# Carliers (stacja metra)
Carliers – stacja metra w Lille, położona na linii 2. Znajduje się w miejscowości Tourcoing. 
Została oficjalnie otwarta 18 sierpnia 1999.